# Normanville, Eure
Normanville là một xã thuộc tỉnh Eure trong vùng Normandie miền bắc nước Pháp.